# 尤亞皮奇斯區
9°37′43″S 74°58′26″W / 9.6285°S 74.9740°W
尤亞皮奇斯區（西班牙語：Distrito de Yuyapichis），是秘魯的一個區，位於該國中部瓦努科大區的印加港省，始建於1984年11月19日，面積1,673平方公里，海拔高度250米，2005年人口5,587，人口密度每平方公里3.3人。